# To the World of the Future
Albums de Earth and Fire
Atlantis
(1973) Gate to Infinity
(1977)
To the World of the Future, sorti en 1975, est le quatrième album du groupe de rock progressif néerlandais Earth and Fire.

## Liste des morceaux
| No | Titre                      | Durée |
| -- | -------------------------- | ----- |
| 1. | To the World of the Future | 10:47 |
| 2. | How Time Flies             | 3:10  |
| 3. | The Last Seagull           | 6:55  |
| 4. | Only Time Will Tell        | 3:46  |
| 5. | Voice from Yonder          | 7:00  |
| 6. | Love of Life               | 3:21  |
| 7. | Circus                     | 6:12  |

## Musiciens
- Jerney Kaagman : chant
- Theo Hurts : guitare basse, guitare acoustique
- Ton van de Kleij : batterie
- Gerard Koerts : orgue, piano, mellotron, synthétiseur, piano électrique
- Chris Koerts : guitare, claviers